# Christopher Hansteen
Christopher Hansteen, född den 26 september 1784 i Kristiania (nuvarande Oslo), död där den 15 april 1873, var en norsk astronom och fysiker. Han var far till Harald och Aasta Hansteen.
Hansteen studerade vid Köpenhamns universitet, blev 1806 lärare i matematik vid Frederiksborgs latinskola (i nuvarande Hillerød), började 1807 sina undersökningar av jordmagnetismen och blev på grund av ett arbete med detta 1814 lektor och 1816 professor vid Kristiania universitet. Senare (till 1849) var han dessutom lärare vid militärskolan där.
Genom sin forskning om jordmagnetismen vann Hansteen världsrykte. Redan hans första större verk i detta ämne väckte stort uppseende och ledde till att under nästan alla sedan dess företagna upptäcktsresor magnetiska iakttagelser gjordes enligt hans metod. Själv studerade Hansteen jordmagnetismen på olika orter (London, Paris, Hamburg, Berlin, Finland, alla delar av Norge) och genomreste 1828–1830 på norska statens bekostnad Sibirien, från dess västliga del ända till Irkutsk och Kjachta.
Hansteen blev 1833 förste direktor vid astronomiska observatoriet i Kristiania. På hans framställning förenades 1841 med detta ett magnetiskt observatorium. Han var 1817–1832 meddirektör vid Norges triangeluppmätning, 1832–1861 ensam direktör och 1861–1872 förste direktör. Han var chef för den gradmätning, som 1845–1860 utfördes emellan Fuglenæs vid Hammerfest (70° 40') och Atjik (68° 54'). År 1861 tog han avsked från sin professur.
Hansteen planlade den norska delen av uppmätningen av Struves meridianbåge, som går från nordligaste Norge, genom Sverige, Baltikum (som då var ryskt) och vidare söderut genom Ryssland och även den Svensk-ryska gradmätningsexpeditionen till Svalbard. Den svenske astronomen Georg Lindhagen, som gått i rysk tjänst, sändes av Struve som medhjälpare till Hansteen vid organisationen av de norska mätningarna.
Hansteen var ledamot bland annat av svenska Vetenskapsakademien, Krigsvetenskapsakademien, Lantbruksakademien, Vetenskapssocieteten i Uppsala samt Vetenskaps- och vitterhetssamhället i Göteborg. Han blev kommendör med stora korset av Nordstjärneorden 10 augusti 1859, samt fick storkorset av Sankt Olafs orden. Kratern Hansteen och berget Mons Hansteen på månen har fått namn efter honom.
Hansteen utgav Untersuchungen über den Magnetismus der Erde (1819) jämte bihanget Beobachtungen der Abweichung und Neigung der Magnetnadel samt vidare tillsammans med Christian Due, Resultate magnetischer, astronomischer und meteorologischer Beobachtungen auf einer Reise nach dem östlichen Sibirien in den Jahren 1828-1830 (1863). Därjämte offentliggjorde han en populär beskrivning över sin resa, Reiseerindringer (1859; "Resa i Sibirien", 1861).
Hansteen publicerade en stor mängd uppsatser, de flesta rörande jordmagnetismen, främst i Poggendorffs "Annalen" och i det av honom, i förening med Gregers Fougner Lundh och Hans Henrik Maschmann, utgivna "Magazin for Naturvidenskaberne" (från 1823) samt utgav ett antal värdefulla läroböcker, Lærebog i Mechaniken (1836–1838), Lærebog i Plangeometri (1835) och  Astronomie (ofullbordad).